# Per Gillbrand
Per Sune Evaldsson Gillbrand, kallad Turbopelle, född 23 mars 1934 i Tidaholm i Falköpings församling, död 30 november 2016 i Mariefred, var en svensk ingenjör. Gillbrand deltog i utvecklingen av Saabs mest framgångsrika och välbekanta motorer, framförallt turbomotorn.

## Biografi

### Uppväxt
Gillbrand växte upp i ett teknikpositivt hem i Tidaholm, där fadern Evald Gilbrand var färghandlare och konstnär. Fadern var intresserad av teknik, byggde en egen kristallmottagare och köpte en kamera för färgfilm redan före andra världskriget. Gillbrand visade tidigt teknikintresse, han byggde om sin motorcykel, byggde en racerbåt och mekade med familjens bil.
Gillbrand gick två år på reallinjen i Skara högre allmänna läroverk men tillbringade mer tid på bröderna Håkansons bensinmack och mekade med bilar, så han slutade på reallinjen och började istället på Tekniska gymnasiet i Göteborg där han tog examen som maskiningenjör 1955.

### Tidigt yrkesliv
Under loven hemma i Tidaholm hade Gillbrand arbetat på Ivan Perssons bilfirma och på Vulcans mekaniska verkstad och efter examen i Göteborg fick han anställning på Högbergs Mekaniska i Tidaholm, där han fick lära sig att svarva i metall och arbeta med mekanik i praktiken.
År 1956 började Gillbrand arbeta som motortestingenjör på kvalitetsavdelningen vid Volvo Penta i Skövde, där de första B18-provmotorerna byggdes och efter att ha utmärkt sig som en stor begåvning fick han 1960 arbete som motorutvecklare i teamet som skulle utveckla Volvos nya B18-motor i Göteborg. Under tiden på Volvo arbetade han bland annat med Gustaf Larson och Helmer Pettersson. I samband med utvecklingsarbetet arbetade han vid Jensen i England som på det tidiga 1960-talet tillverkade Volvo P1800, som B18-motorn skulle sitta i.

### Tiden på Saab
Tillsammans med Olle Granlund på Volvos motorlaboratorium, lockades Gillbrand 1964 över till Saab i Trollhättan, där man börjat testa, utveckla och utvärdera fyrtaktsmotorer, men saknade ingenjörer med erfarenhet av dessa. 
I februari 1966 åkte Gillbrand under stor sekretess till Desenzano i norra Italien med sin familj och påbörjade där ensam ett långtidsprov med en av de första Saab V4-prototyperna med fyrtaktsmotor från tyska Ford. Under sex månader avverkades 4000 mil i bergen och på den närbelägna autostradan. Installation av tillsända prototypdetaljer gjorde Gillbrand ensam i ett hyrt garage, med de enkla verktyg som stod tillbuds. 
Tillsammans med den brittiska ingenjörsfirman Ricardo och Triumph utvecklade Saab en helt ny motor till Saab 99, som till en början skulle tillverkas av Triumph, så Gillbrand skickades till Triumph i Birmingham som liason engineer i sex månader, men medverkade även i utvecklingsarbetet och han satte tydligt sitt signum på denna motor, som senare även bland annat kom att användas i Triumphs modeller Dolomite, Rio, Sprint och TR7 och då kallas "Triumph slant-four". 
År 1970 flyttade Gillbrand till Enhörna och blev chef för Saab-Scanias motorlaboratorium i Södertälje och påbörjade uppgraderingen till 1,85 liter cylindervolym och därefter, utvecklingsarbetet med den svensktillverkade B-motorn som är en vidareutveckling av de tidigare två motorerna. 
Gillbrand kallas både "Turbo-Pelle" och "Mannen som tämjde turbon" och det senare beskriver väl vad han är mest känd för. Saab var inte först med turbo. Oldsmobile, Chevrolet, BMW och Porsche, hade alla släppt muskelbilar med turbo, men Gillbrands innovation var att använda ett mindre turboaggregat än de andra biltillverkarna och detta gav motorn ett högt vridmomentstillskott redan vid lägre varvtal. Därför fungerade Gillbrands turbo även i standardbilar. För att inte turbon skulle sprängas när varvtalet ökade, kopplade han in en bypass-ventil (s.k. wastegate). Saab var först ut med detta 1977 och det blev en försäljningssuccé direkt från start.
Senare utvecklade Gillbrand bland annat Saabs APC-system, Trionic och den integrerade tändkassetten. Det finns 21 patent med Gillbrand som upphovsman listade i US Patent Collection, det sista år 2001. 
Tidigt insåg Gillbrand ökade krav på utsläpp och minskad bränsleförbrukning kunde nås med minskade cylindervolymer och redan på 1990-talet övergavs den första testmotorn med variabel kompression och 2 liters cylindervolym för en rak sexcylindrig 1,4 liters motor. I oktober 1996 patentsökte han en motor med variabel kompression som var föregångaren till Saabs femcylindriga SVC-motor med variabel kompression, som trots endast 1,6 liter cylindervolym, kunde leverera hela 225 hästkrafter och dessutom 25% lägre förbrukning än en motor med motsvarande effekt av konventionellt utförande. Saab SVC-motor fick 2001 pris för ”Best Concept” i ”International Engine of the Year Awards” och presenterades på Geneve Bilsalong år 2000.

### Utmärkelser
För utvecklingen av turbotekniken  mottog han 1988, tillsammans med Bengt Gadefeldt på Scania, utmärkelsen Kungliga Ingenjörsvetenskapsakademiens guldmedalj och 1992 blev han promoverad till hedersdoktor vid Chalmers tekniska högskola. År 2006 blev han hedersmedlem i Svenska Volvo P1800-klubben för sina insatser under utvecklingen av B18-motorn på Volvo.
År 2023 blev Gillbrand postumt, tillsammans med nio andra, invald i den internationella motororganisationen Fédération Internationale des Véhicules Anciens (FIVA) Heritage Hall of Fame. Motiveringen till priset är Gillbrands stora avtryck inom motorhistorien, bland mycket annat i utvecklingen av Saabs mest framgångsrika och välbekanta motorer, framförallt turbomotorn.

## Efter yrkeslivet och TV-dokumentär
Efter pensioneringen reste Gillbrand runt med sin motorshow där han visade egentillverkade fungerade modeller av historiska motorer. Den 9 november 2014 genomförde han sin sista motorshow i Berwaldhallen i Stockholm.
Dokumentären Per Gillbrand – Turbopelle spelades in från hösten 2014 fram till våren 2016; där berättar Gillbrand om sitt liv och filmen visar honom både i hans verkstad och vid hans bejublade framträdande i Berwaldhallen.
Per Gillbrand är begravd på Mariefreds kyrkogård.